# Iglesia de San Pelayo (Valdazo)

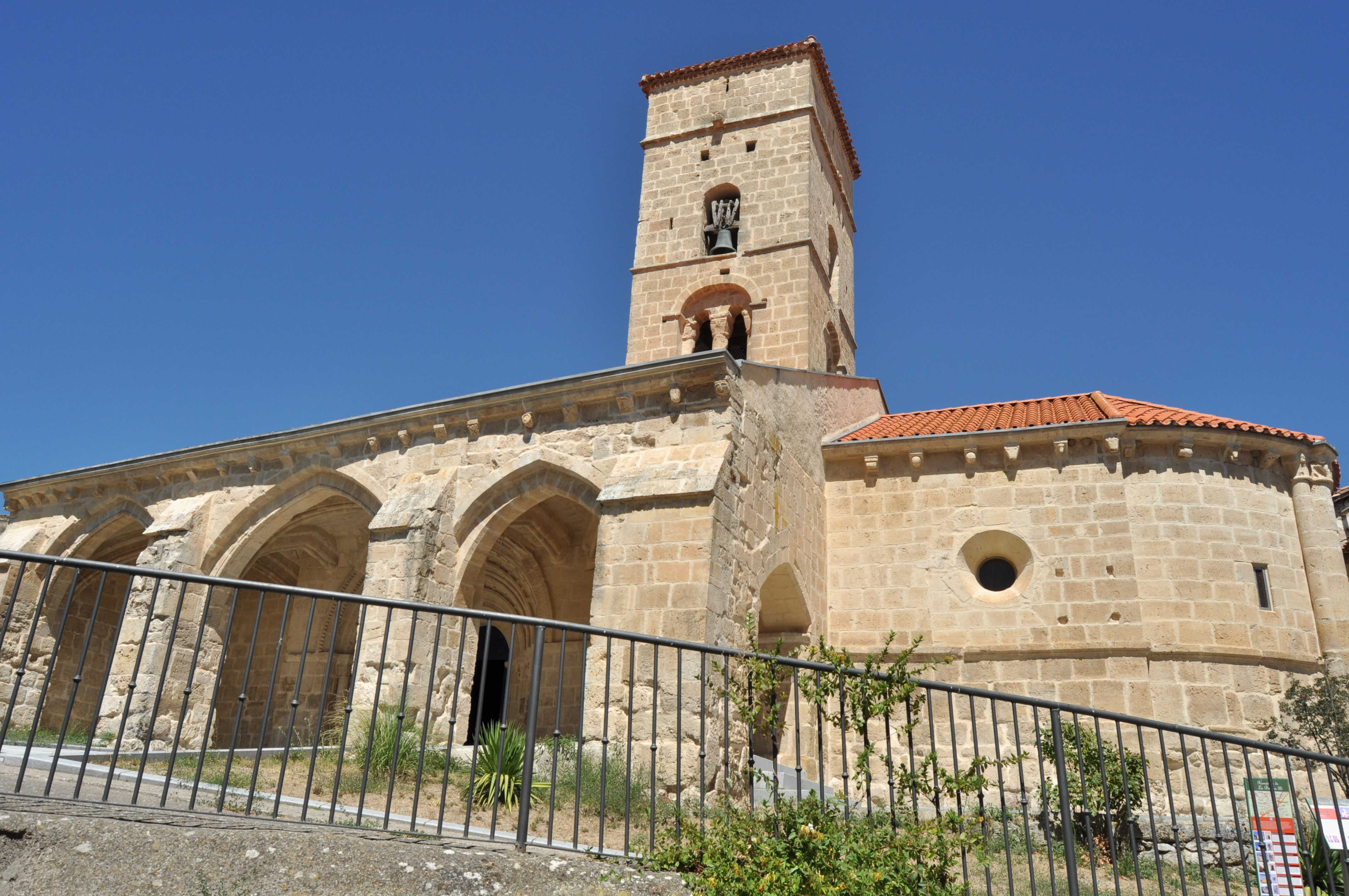
Iglesia de San Pelayo vista desde alante

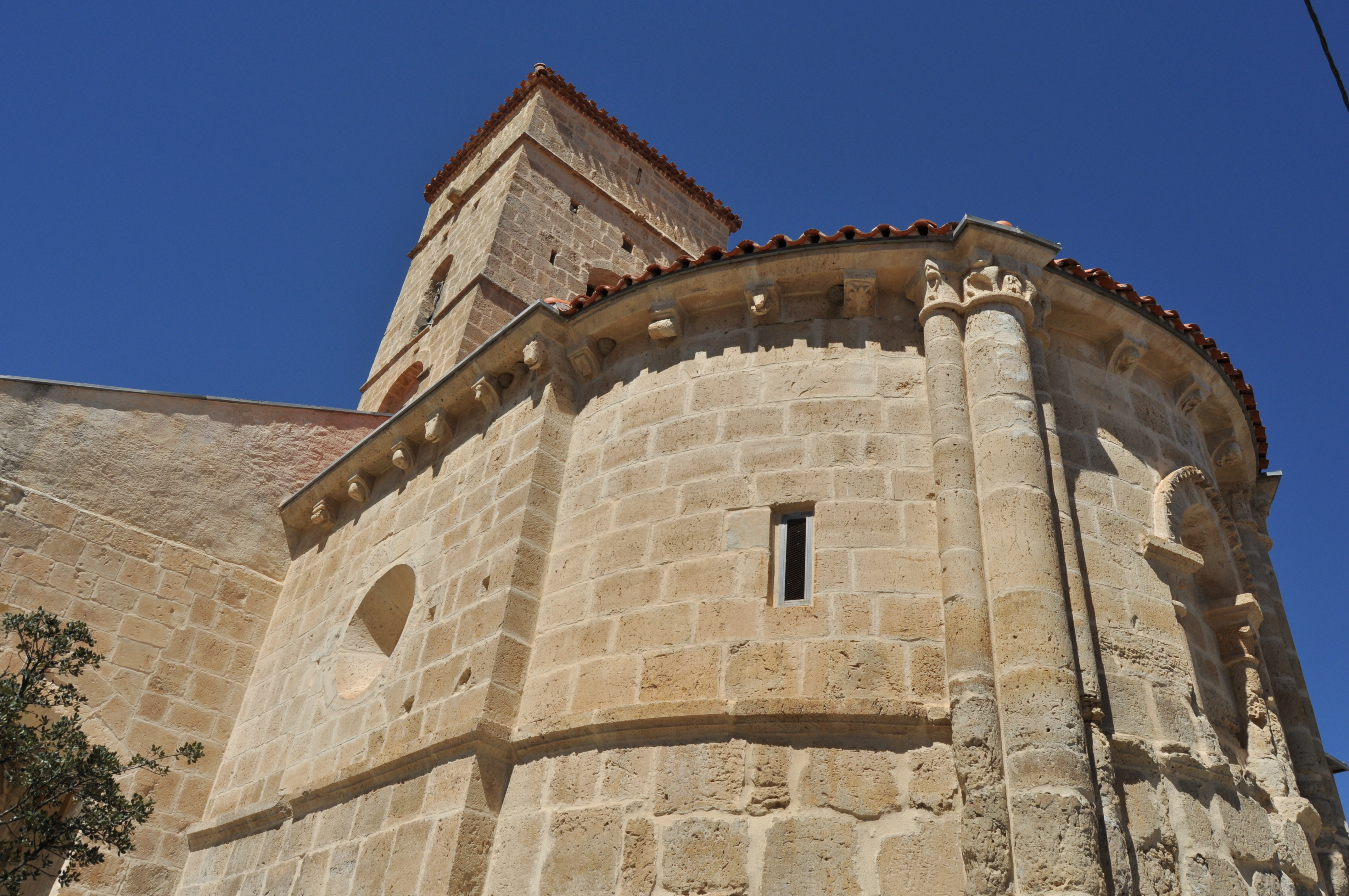

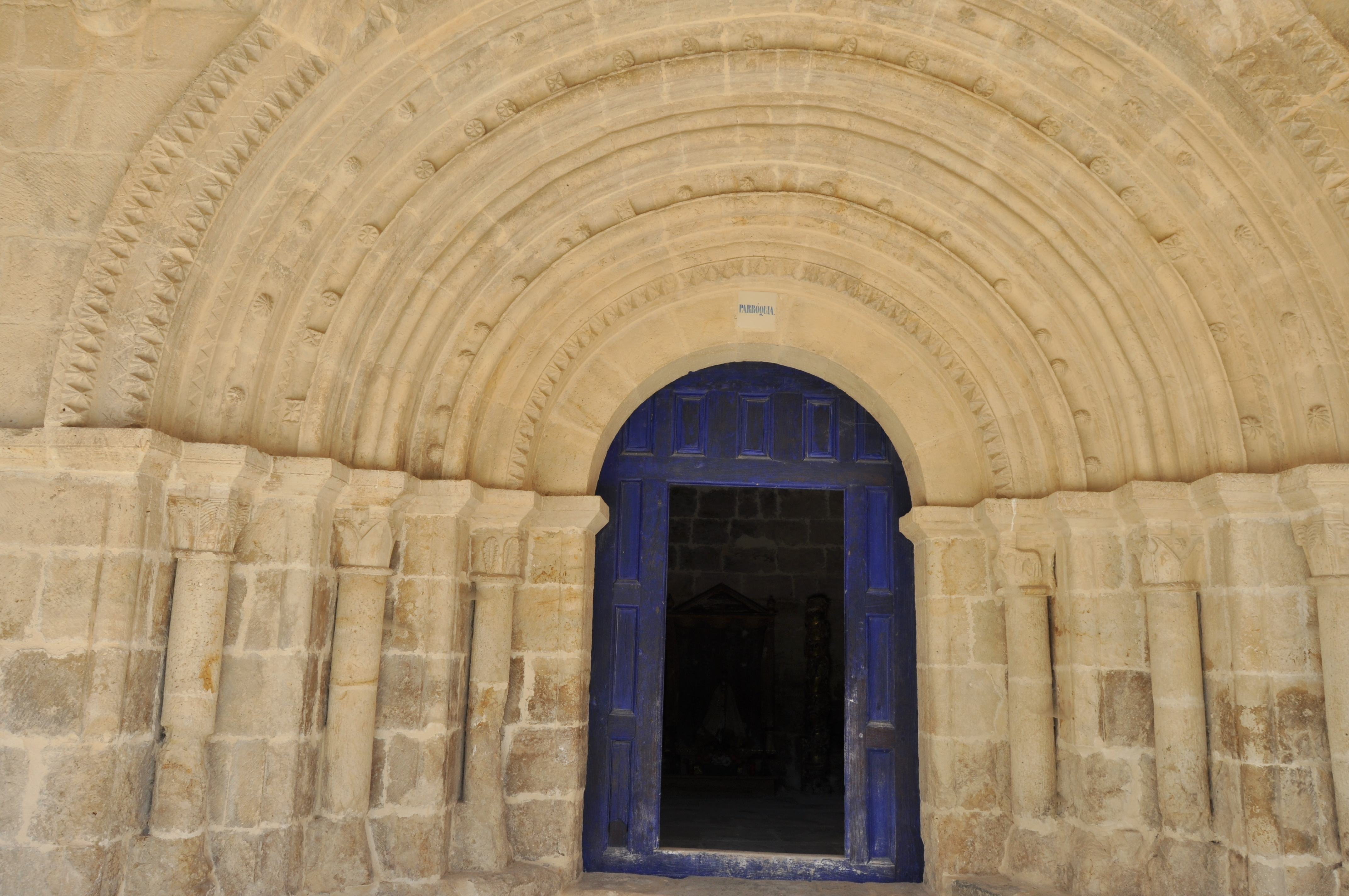

La Iglesia de San Pelayo es una iglesia de estilo románico construida en el siglo XII (durante la Edad Media) en la localidad de Valdazo (un pequeño pueblo a unos 5 kilómetros de la localidad de Briviesca (Burgos). Es dependiente de la parroquia de Briviesca en el Arciprestazgo de Oca-Tirón, diócesis de Burgos. También cabe destacar que fue declarada Monumento Histórico-Artístico.

## Arquitectura
La iglesia tiene una arquitectura característica y peculiar del románico burebano. Tiene una sola nave y una sola torre situada justo en el centro de esta nave, la cual algunos expertos creen que fue anterior al resto de la iglesia y que se sigue conservando como signo de identidad. Tiene varios capiteles muy bien decorados y en uno de ellos podemos ver representada una escena donde aparecen una figura similar al hombre y dos seres mágicos similares a leones intentando callar a este primero tapándole la boca con sus patas. En otro capitel podemos ver a un ser con los brazos alzados y así otras muchas representaciones en otros por toda la iglesia, aunque también hay algunos lisos, con figuras geométricas, etc. De acuerdo con su arquitectura también podemos destacar que tienes varios arcos de medio punto, arcos apuntados, una bóveda esquifada y una bóveda de crucería junto con otros rasgos arquitectónicos más. 
Años después de su construcción sufrió algunos cambios (durante el periodo gótico fue cuando más trasformaciones tuvieron lugar en ella) los cuales hemos podido percibir por algunos detalles como el cambio de color en la piedra con la que está construida.